# Église Saint-Sauveur de Tioumen

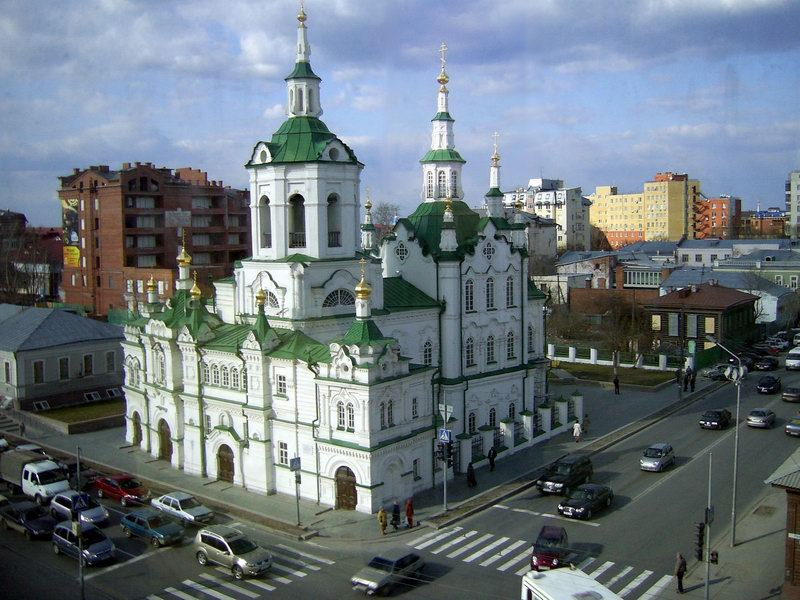

Pour les articles homonymes, voir Église Saint-Sauveur.
L'église Saint-Sauveur de Tioumen (russe : Спасская церковь) est une église orthodoxe du XVIIe siècle, d'architecture baroque sibérien et néo-russe, située dans la ville de Tioumen, en Russie, au numéro 43 de la rue Lénine.

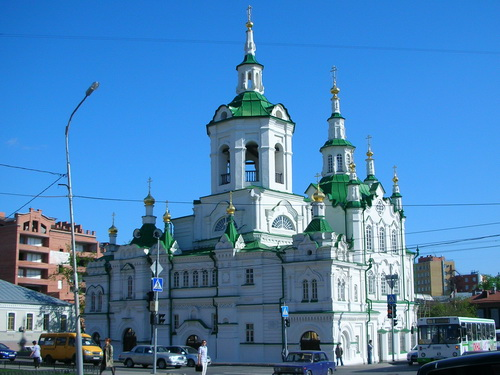
Vue du côté ouest de la rue Lénine
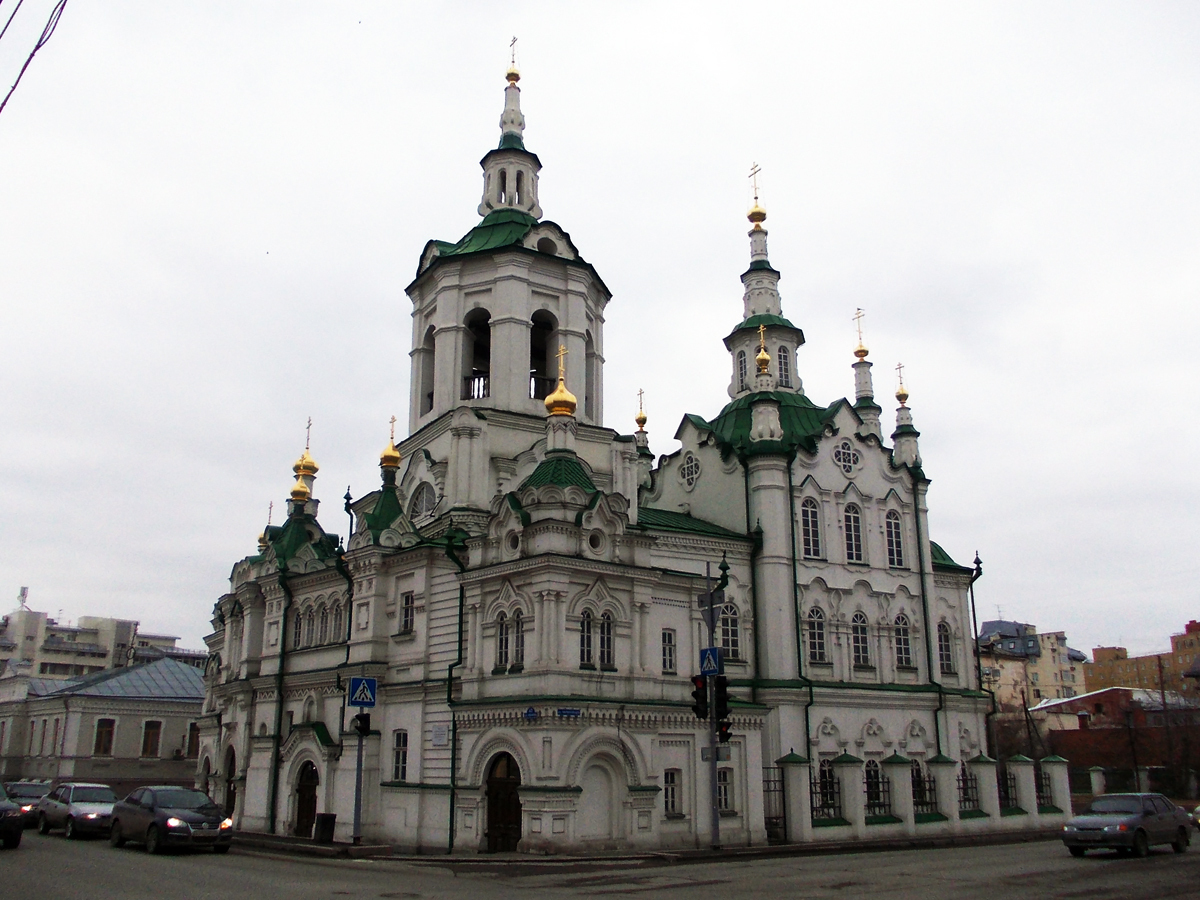
Vue du sud-ouest du carrefour Lénine-Tchelioskintsev
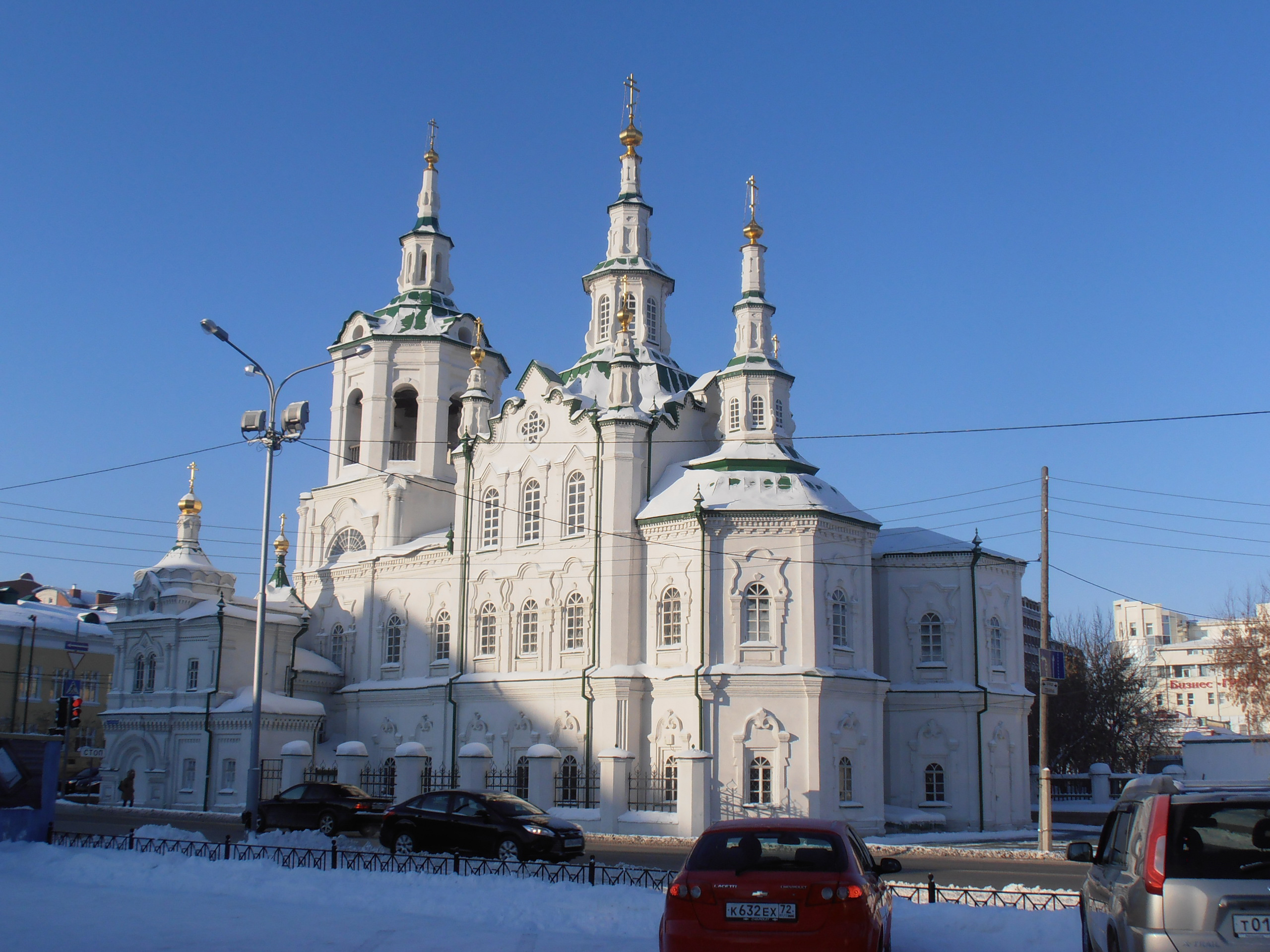
Vue du côté sud
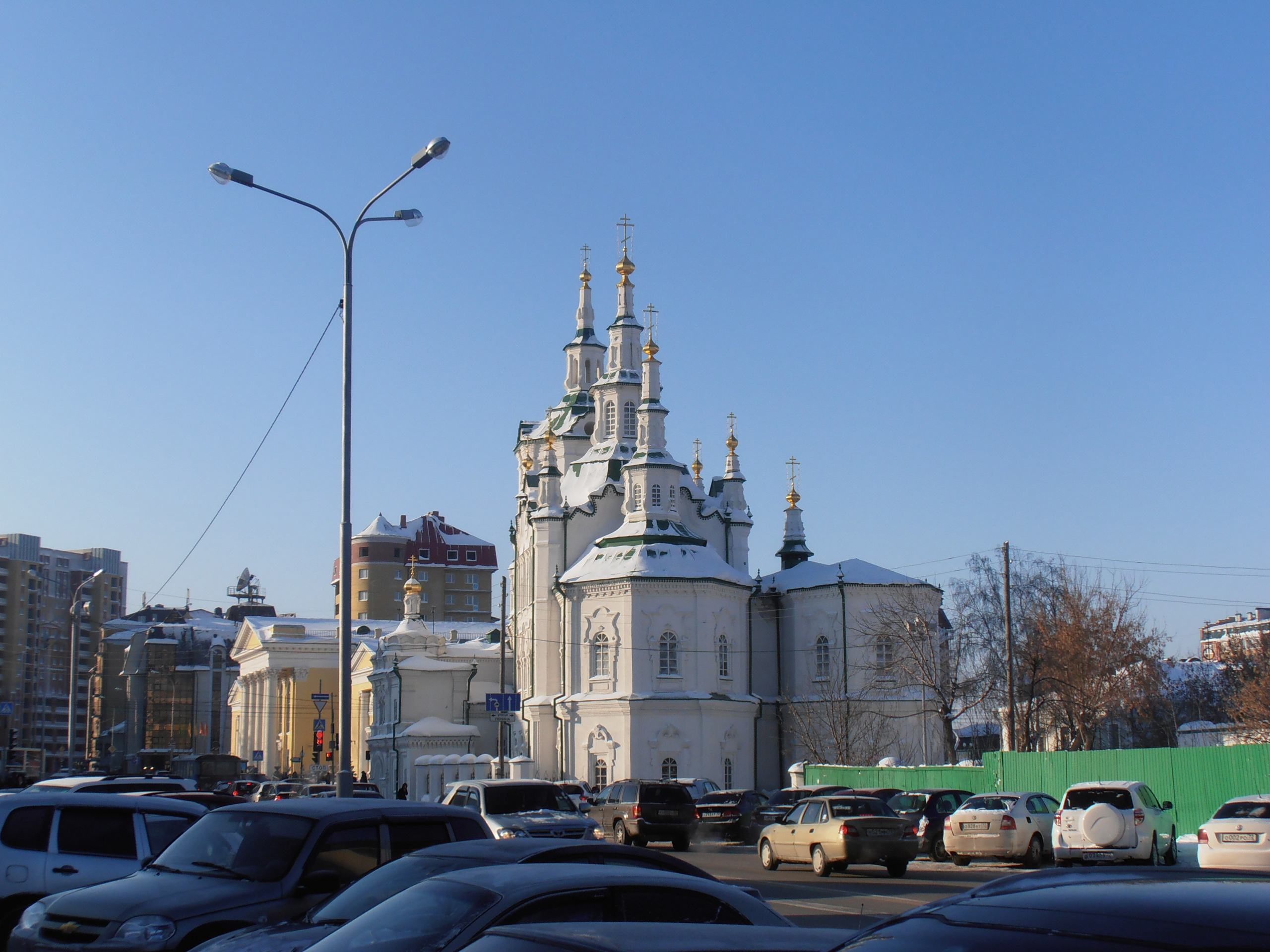
Vue du côté est de la rue de la République